# Phyllogomphoides suspectus
Phyllogomphoides suspectus – gatunek ważki z rodziny gadziogłówkowatych (Gomphidae). Występuje na terenie Ameryki Południowej.